# Chalkidischer Helm
Ein Chalkidischer Helm ist eine Schutzwaffe aus Griechenland. Er stellt eine Weiterentwicklung des Korinthischen Helms mit besserem Sichtfeld für den Kämpfer dar.

## Beschreibung
Ein Chalkidischer Helm besteht in der Regel aus Bronze. Die Helmglocke ist leicht schmal und länglich gearbeitet, über den Scheitel verläuft ein Grat. Die Seitenflächen der Helmglocke sind abgeschrägt, das Naseneisen ist schmal und kurz ausgearbeitet, die Wangenklappen sind verhältnismäßig groß und reichen tief herab. Am unteren Ende sind sie abgerundet. Der Helm hat Ohrenausschnitte und einen Nackenschirm, die Augenbrauen sind in Hochrelief ausgearbeitet. Um den Helmrand herum läuft eine aufgelötete Randleiste. Auf der Oberseite des Helmes ist eine Gabel (Buschgabel) aufgesetzt, die zur Befestigung einer Helmzier (Zimier) dient. Bei manchen griechischen Helmen ist ein quadratisches Loch in einer der Wangenklappen vorhanden, das von einem Durchschlag mit einem Nagel stammt. Diese Durchschläge sind Nachweise einer Weihung in einem Heiligtum. Der Helm ist etwa 19 cm hoch und wiegt etwa 600 Gramm.

## Versionen

Chalkidischer Helm Iberokeltische Sonderform

- Chalkidischer Helm Iberokeltische Sonderform

Ein chalkidischer Helm besteht auch in seiner iberokeltischen Sonderform in der Regel aus Bronze. Er hat eine halbkugelförmige Helmglocke. Die Vorderseite des Helmes ist maskenförmig ausgearbeitet, die Augenausschnitte und die Wangenklappen sind durch aufgelötete Bronzebänder verstärkt. Die Wangenklappen sind mit Scharnieren am Helm befestigt. Die Ausschnitte für die Ohren sind rund und etwa 2 cm, darüber sind Tüllen für einen Helmbusch angebracht. Auf der Helmstirn ist ein Zierband aufgelötet, das geschwungen verläuft und in Schlangenköpfen endet. In der Mitte ist ein Befestigungsring angebracht. Auf der Scheitellinie ist ein hoher, am Ende u-förmiger Helmbuschhalter angebracht, der mit der Helmglocke vernietet ist. Es gibt Versionen des Helms, bei denen Hörner aus Bronzeblech am Helm angebracht sind. Es gibt mehrere Versionen des Helms, die sich in Formgebung und Dekoration unterscheiden. Der Unterschied zum Chalkidischen Helm besteht in der Ausführung der Dekorationen, der Helmzier sowie den beweglichen Wangenklappen.

## Galerie

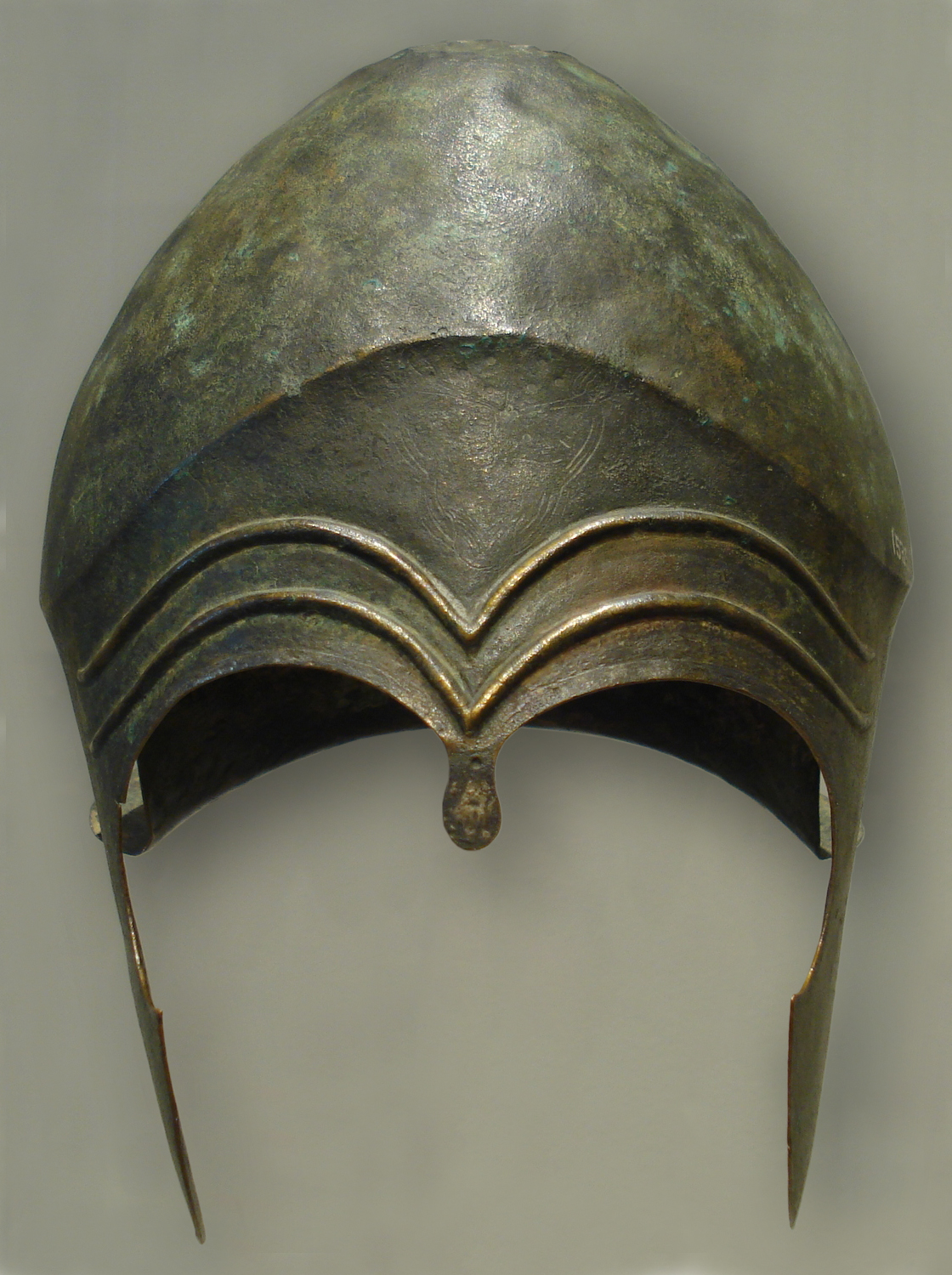
Chalkidischer Helm, 6. Jahrhundert v. Chr., Metropolitan Museum of Art
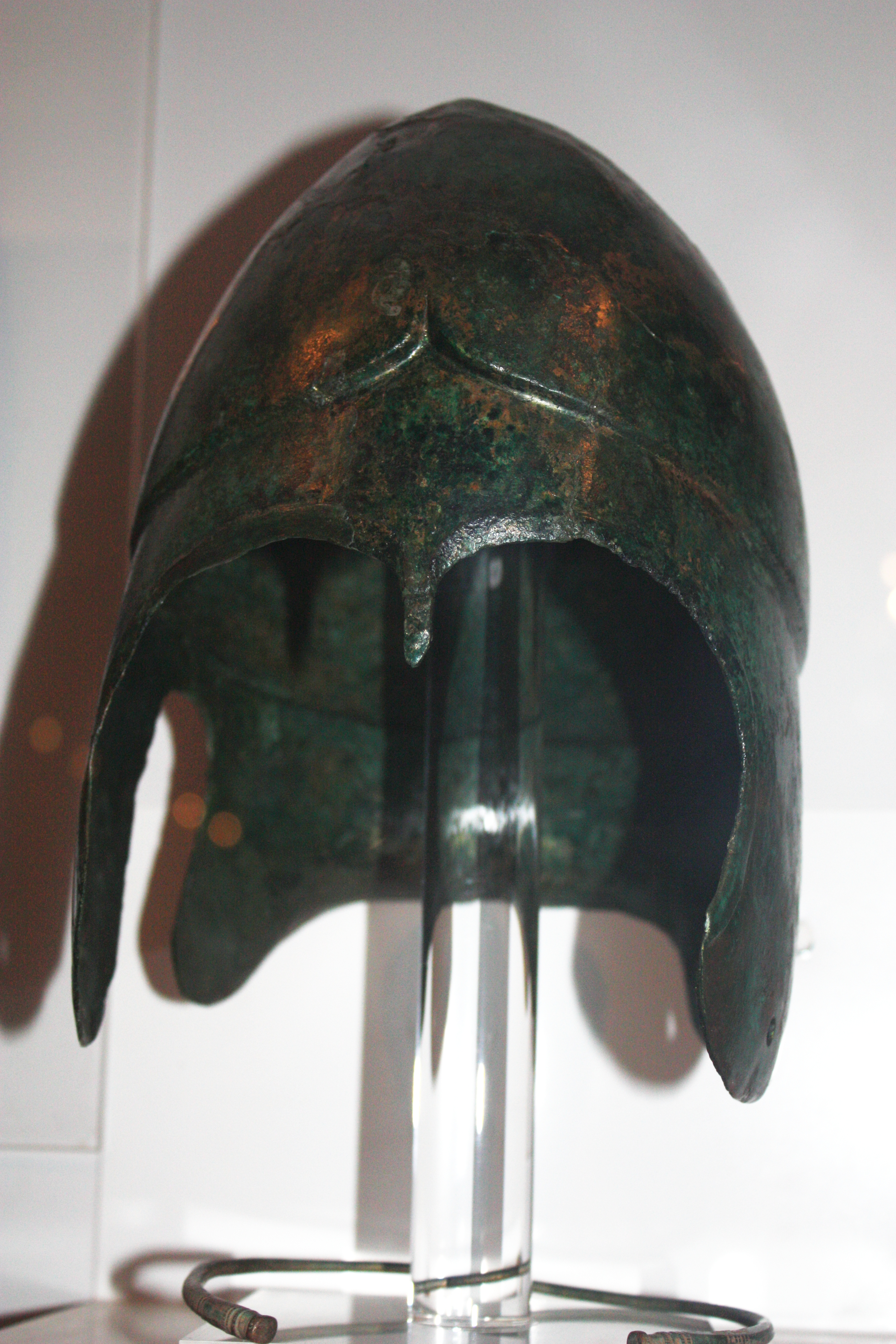
Chalkidischer Helm, 4. Jahrhundert v. Chr., Nationales Historisches Museum (Bulgarien)
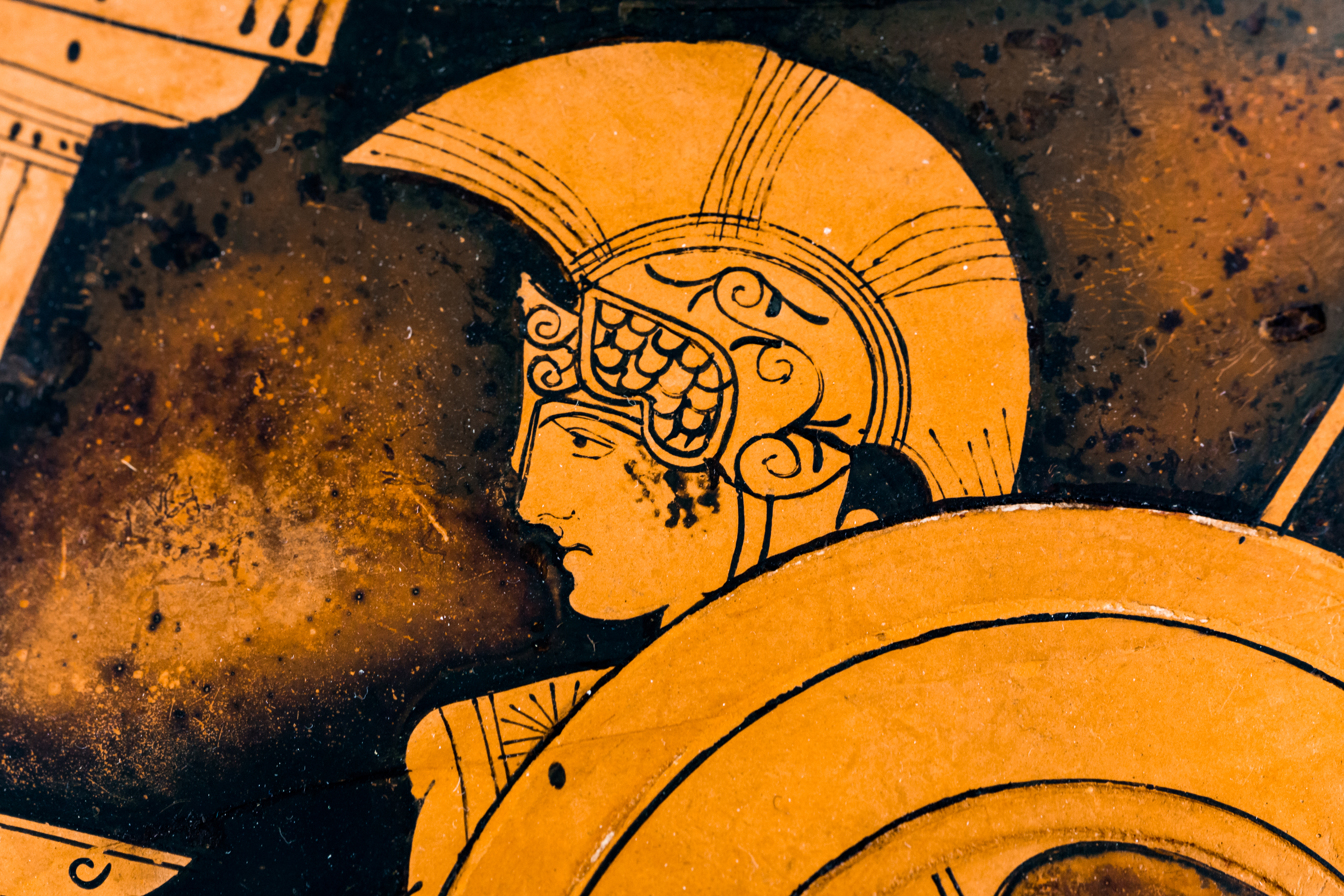
Zeitgenössische Abbildung eines Chalkidischen Helms